# Труновское сельское поселение (Пермский край)
Труновское сельское поселение — муниципальное образование в составе Чернушинского района Пермского края.
Административный центр — село Трун.
В декабре 2004 года в результате реформы местного самоуправления Законом Пермского края наделено статусом сельского поселения.

## Географическое положение
Поселение расположено на юге Чернушинского района.

## История
До 2006 года на территории поселения был Есаульский сельский совет и Труновской сельский совет. С 2006 года в результате реформы местного самоуправления образовано Труновское сельское поселение.

## Население
По данным переписи 2010 года численность населения составила 1151 человек, в том числе 568 мужчин и 583 женщины.
| 2010  | 2012  | 2013  | 2014  | 2015  | 2016  | 2017  |
| ----- | ----- | ----- | ----- | ----- | ----- | ----- |
| 1151  | ↘1132 | ↘1094 | ↘1084 | ↘1062 | ↗1077 | ↘1063 |
| 2018  | 2019  |       |       |       |       |       |
| ↘1013 | ↘972  |       |       |       |       |       |

## Населённые пункты
| Название        | Тип населённого пункта       | Население, 2010 год | Почтовый индекс | ОКАТО          |
| --------------- | ---------------------------- | ------------------- | --------------- | -------------- |
| Трун            | Село, административный центр | 629                 | 617 823         | 57 257 846 001 |
| Есаул           | Село                         | 317                 | 617 824         | 57 257 822 001 |
| Текловка        | Деревня                      | 68                  | 617 823         | 57 257 846 010 |
| Покровка        | Деревня                      | 40                  | 617 824         | 57 257 822 003 |
| Бизяр           | Деревня                      | 34                  | 617 823         | 57 257 846 004 |
| Разъезд Трун    | Посёлок                      | 28                  | 617 823         | 57 257 846 013 |
| Ивановка        | Деревня                      | 27                  | 617 823         | 57 257 846 005 |
| Троицк          | Деревня                      | 8                   | 617 823         | 57 257 846 012 |
| Казарма 1325 км | Населённый пункт             | 0                   | 617 823         | 57 257 846 006 |

## Экономика
- СПК «Красный Октябрь» (с. Есаул)
- ООО «Южное» (с. Трун)
- ООО «Текловка» (с. Текловка[2]).

## Объекты социальной сферы
- общеобразовательные учреждения:[14]
  - МОУ «Труновская основная общеобразовательная школа»
  - МОУ «Есаульская основная общеобразовательная школа»
- дошкольные образовательные учреждения:[15]
  - МДОУ «Труновский детский сад»
- учреждения здравоохранения:[16]
  - Труновская амбулатория
  - Есаульский ФАП
- учреждение культуры:[2]
  - Труновской ДК
  - Есаульский ДК

## Известные уроженцы
- Петров, Василий Маркович — Полный кавалер Ордена Славы.